# 錯嫁
《错嫁》，当代悲情电视剧，甘婷婷、李彩华、万思维、杜旭东等主演。讲述吴家的私生女苏香萦错嫁给丑陋又坏的吴家下人曲德胜，受尽凌辱的故事，借喻當代女性在社會地位不公平的現象。

## 播出時間
| 所在地   | 播映日期       | 播出頻道                     |
| 中国大陆 | 2012年5月28日  | 湖北经视                     |
| 中国大陆 | 2012年7月5日   | 山东電視台影视频道           |
| 中国大陆 | 2012年10月15日 | 广东珠江频道                 |
| 中国大陆 | 2012年11月9日  | 浙江经视                     |
| 中国大陆 | 2012年11月28日 | 上海东方电影频道             |
| 中国大陆 | 2013年2月25日  | 重庆电视台影视频道           |
| 中国大陆 | 2013年2月26日  | 南京电视台影视频道           |
| 中国大陆 | 2013年2月28日  | 东南卫视/广东卫视/内蒙古卫视 |
| 臺灣     | 2012年??月??日 | EYE TV戲劇台                 |

## 劇情概要
讲述苏香萦（甘婷婷 饰）本与周鼎元（万思维 饰）相爱，可惜被心狠手辣的吴家下人曲德胜骗了为妻，苏香萦为了报复……

## 電視劇歌曲

### 中國大陸
| 曲序 | 曲目                         | 演唱 |
| ---- | ---------------------------- | ---- |
| 1.   | 《說再見，難再見》（主題曲） | 袁權 |
| 2.   | 《相思扣》（片尾曲）         | 袁權 |
| 3.   | 《孤獨之舞》（片尾曲）       | 袁權 |

### 台灣
東風電視台
| 曲序 | 曲目               | 演唱 |
| ---- | ------------------ | ---- |
| 1.   | 《甩開》（片頭曲） | 丁噹 |

## 演員
| 演員   | 角色   | 關係/暱稱                              |
| 甘婷婷 | 苏香萦 | 苏修文和裘曼卿之女                     |
| 李彩华 | 吴如霜 | 苏修文和吴婉宜之女,鍾愛周鼎元          |
| 万思维 | 周鼎元 | 祥瑞斋头柜,自小被苏修文养大,鍾愛苏香萦 |
| 杜旭东 | 曲德胜 | 祥瑞斋下人                             |
| 严志平 | 苏修文 | 祥瑞斋东家,入赘吴家                    |
| 余娅   | 吴婉宜 | 祥瑞斋老东家之女                       |
| 李玉华 | 曲母   | 曲德胜之母                             |
| 柯伯龙 | 曲德贵 | 曲德胜弟弟                             |
| 郭军   | 李铁山 | 名医,關心苏香萦                        |
| 徐玉兰 | 周母   | 周鼎元生母                             |
| 周月芳 | 裘曼卿 | 苏修文原配                             |

## 花絮及評價
- 饰演女主角的甘婷婷透露，在全剧中有300多场哭戏，每次都要哭两小时左右，不能用眼药水。哭戏不算重点，被掌掴、拳脚及棍棒部份几乎令她受伤及一度导致她罹患忧郁症。不论是抄作也好，不是一般女演员愿意演这类角色。可借該剧故事内容过于暴力，这可能白费了她的努力。[1]
- 被评为最暴力的年代电视剧，虽然年代剧一定有虐心内容，但不能过火，这剧内容用尽“酷刑”，在黄金时段播过份暴力剧令观众不安。有家长认为电视台应评估那些电视剧适合时段播放，男主角太醜陋亦令观众不想追看的原因。而制片回應完全是剧情需要，不会为了毒打而毒打，为了暴虐而暴虐。[2]